# 施韦辛
施韦辛（德語：Schwesing）是德国石勒苏益格－荷尔斯泰因州的一个市镇。总面积15.63平方公里，总人口928人，其中男性462人，女性466人（2011年12月31日），人口密度59人/平方公里。